# 青山站 (爱知县)
青山站（日语：／ Aoyama eki */?）是位於日本愛知縣半田市青山，屬於名古屋鐵道河和線的鐵路車站。車站編號為KC14。所有列車均在此站停靠。

## 車站結構
此站為對應8節編組，2面2線的對向式高架月台車站。此站在地面車站時期設有1面2線島式月台，是河和線的中途站當中唯一的島式月台車站。站內設有1處驗票閘口與升降機，以便無障礙通行，且設有LED式列車資訊（只限類別以全彩顯示），並有車站自動廣播。候車室為舊站舍時期已有的彩繪玻璃復活。

### 月台配置
| 月台 | 路線   | 方向 | 目的地                   |
| ---- | ------ | ---- | ------------------------ |
| 1    | 河和線 | 下行 | 河和、內海方向           |
| 2    | 河和線 | 上行 | 太田川、金山、名古屋方向 |

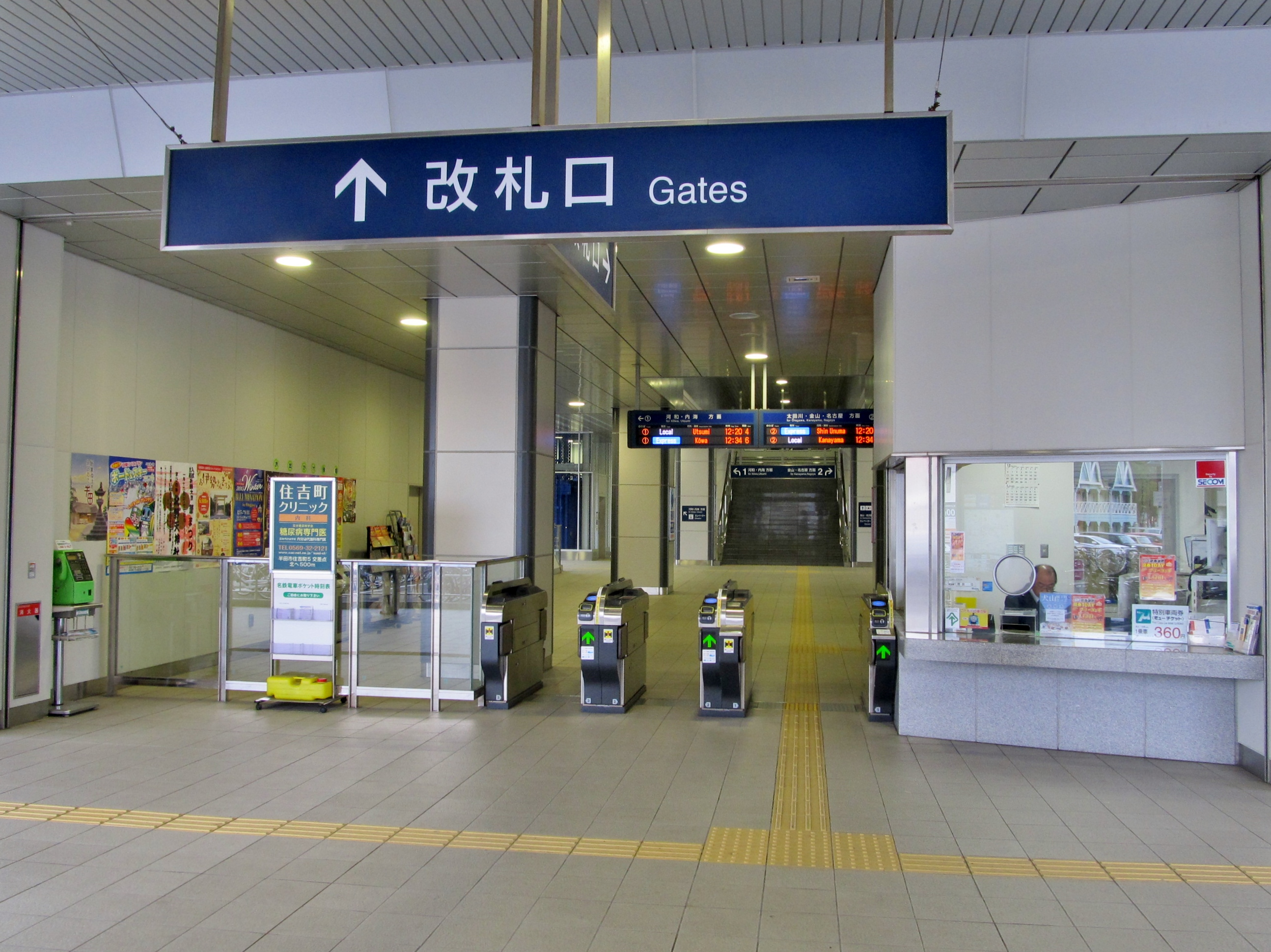
閘口(2015年12月)
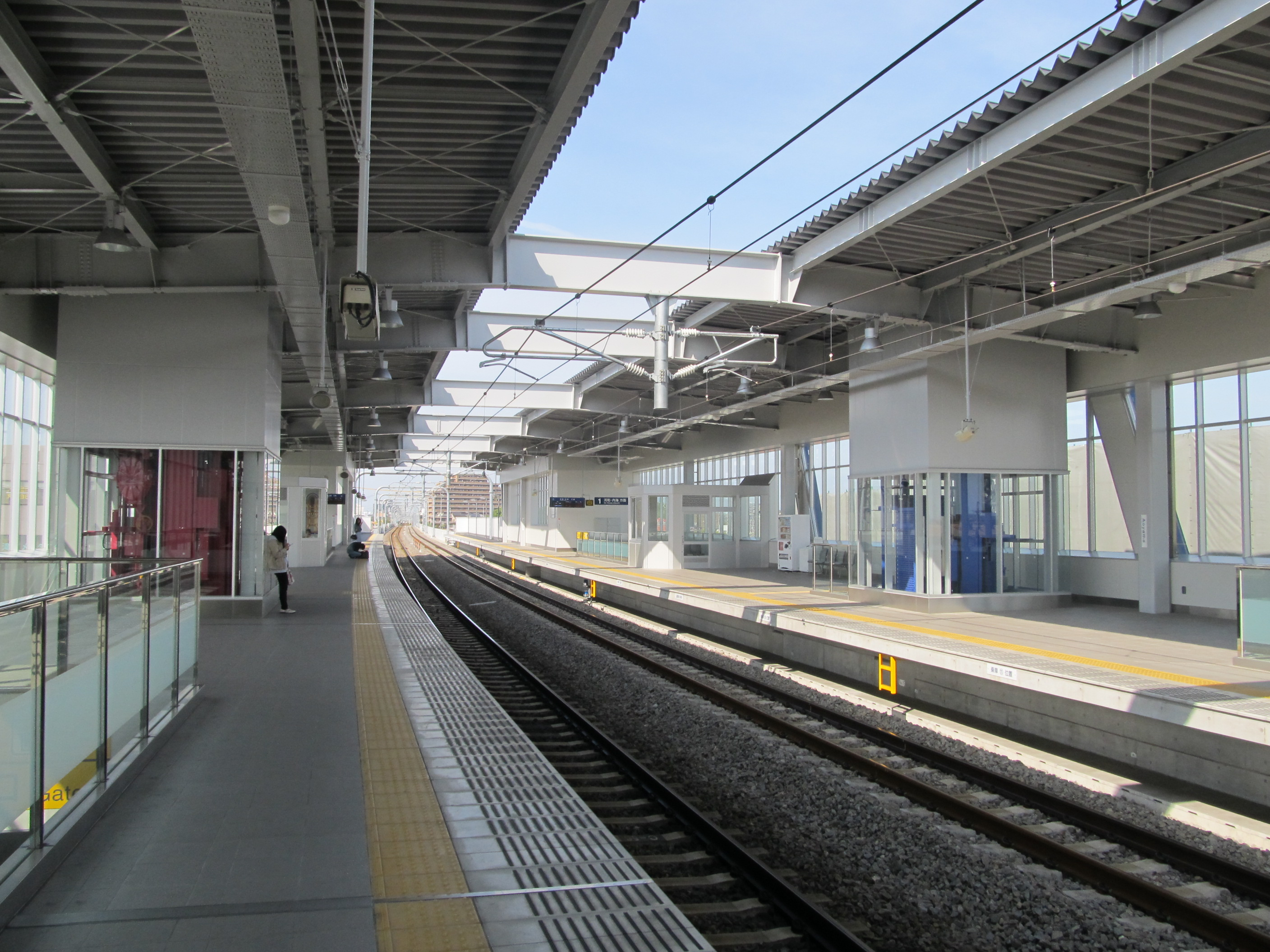
月台(2014年4月)

### 配線圖
| ← 太田川、 名古屋方向 | 青山站 構內配線略圖 | → 河和、 內海方向 |
| 图例 参考文献：       |                     |                   |

## 相鄰車站
名古屋鐵道
 河和線
■特急
知多半田（KC12）－青山（KC14）－知多武豐（KC16）
□快速急行、■急行、■準急
成岩（KC13）－青山（KC14）－知多武豐（KC16）
■普通
成岩（KC13）－青山（KC14）－上（KC16）

## 外部連結
- 青山 - 名古屋鐵道